# 히스티아이오스
히스티아이오스(Histiaeus ? - 기원전 494년)는 뤼사고라스의 아들로 기원전 6세기 후반 밀레토스의 참주이다.

## 스키타이 원정
히스티아이오스는 소아시아에 있었던 밀레토스와 다른 이오니아 도시 국가를 지배하는 페르시아 제국 아케메네스 왕조의 다리우스 1세를 섬기는 참주 중 한 명이었다. 헤로도토스에 따르면, 히스티아이오스는 다른 참주들과 함께 페르시아 군의 스키타이 원정에 동행하여 다뉴브강 위에 다리우스 부대가 건설한 다리의 수비를 맡았다. 스키타이는 히스티아이오스를 설득하여 다리를 포기하도록 권고했다. 일설에는 당시 케르소네소스의 참주였던, 아테네의 미르티아데스가 스키타이의 제안을 따르자고 주장했지만, 히스티아이오스는 자신들은 다리우스 왕의 신하로 다리를 사수해야 한다고 이의를 제기했다. 대신, 히스티아이오스는 스키타이인들의 제안을 따르는 척 하자고 제안했다. 그들에게 1명의 특사를 보내고, 그동안 남은 참주들도 다리를 해체하는 흉내를 냈다. 히스티아이오스는 스키타이 사람들에게 페르시아 군대를 찾아 가보라고 설득했다. 일단 스키타이인들이 다리에서 멀리 떠난 후에 히스티아이오스 등은 다뉴브강으로 다시 서둘러 와서 그들을 운송할 선단을 조직했다는 것이다.
그 원정을 하는 동안, 히스티아이오스의 부대는 스트뤼몬 강(현재의 스토리마 강)의 뮈르키노스(이후 암피폴리스가 되는 곳)에 숙영지를 만들기 시작했다. 다리우스 1세와 함께 사르디스로 귀환한 후, 다리우스 1세는 히스티아이오스에게 원하는 것이 없는지 물었다. 히스티아이오스는 가장 먼저 뮈르키노스를 바랬다. 페르시아 군의 사령관인 메가바조스는 히스티아이오스가 그 장소에 원한 것이 은과 목재의 산지인데다 유럽의 발판으로 할 전략적으로 중요한 장소가 될 것이라고 생각하고 의심했다. 다리우스 1세는 히스티아이오스의 충절을 믿고 있었지만, 그래도 일말의 불안을 감추지 못하고 스사의 왕궁에 와서 좋은 친구, 좋은 조언자가 되어달라고 히스티아이오스에게 요청했다. 동시에, 히스티아이오스의 조카이자, 또한 사위이기도 한 아리스타고라스를 밀레토스에 남겼다. 히스티아이오스는 스사에서의 생활이 마음에 들지 않았다. 그래서 밀레토스에서 힘을 되찾아 이오니아 반란을 선동할 계획을 세웠다.

## 이오니아 반란
기원전 499년, 히스티아이오스가 가장 신뢰하는 노예의 머리를 면도하면서, 머리에 메시지를 문신하고 머리카락이 다시 자라기를 기다렸다가, 아리스타고라스가 있는 곳으로 보냈다. 아리스타고라스는 노예의 머리를 면도하다가 히스티아이오스의 메시지를 읽었다. 그 내용은 페르시아에 대해 반란을 일으킬 것이라는 것이었다.
아리스타고라스는 낙소스 섬 원정의 실패 이후 부하들에게도 미움을 받고 있었으므로, 오명을 씻을 좋은 기회라고 여기고 히스티아이오스의 명령에 따르기로 결정하다.
아테나이와 에레트리아에 지원을 해줄 것을 당부하고, 사르디스를 불태웠다. 조금 미심쩍기는 하지만, 이것이 헤로도토스가 말한 이오니아 반란의 원인이라고 밝힌 전부이다. 다리우스 1세는 반란 소식을 듣고, 히스티아이오스를 호출 했다. 히스티아이오스는 아무것도 모르는 척하고, 그 반란을 진압하려 가고 싶다고 청했고, 다리우스 1세는 감쪽같이 속아 그것을 허락했다.
밀레토스로 가는 길에 히스티아이오스는 사르디스에 들렀다. 그곳에서 아르타페르네스 제독에게 반란의 원인을 추궁했지만, 히스티아이오스는 여기에서도 모르는 척 했다. 그러나 아르타페르네스가 사건의 전모를 파악하자, 히스티아이오스는 부득이 키오스 섬으로 달아났다.
그때 사르디아의 몇몇 페르시아인들을 말려들게 했는데, 나중에 그들은 아르타페르네스에 죽었다. 히스티아이오스는 키오스 섬에서 함대를 찾으려고 했지만, 성공하지 못하고, 대신 밀레토스의 참주로 복귀하려고 했다. 그러나 밀레토스의 사람들은 그것을 바라지 않았고, 히스티아이오스를 레스보스 섬으로 추방했다. 헤로도토스의 말에 따르면, 히스티아이오스는 그 섬에서 배를 모아 비잔티움을 기지에 흑해와 에게해에서 해적 행위를 시작했다. 반란을 일으킨 동안 다리우스 1세가 보스포러스 해협을 지배하에 두었을 가능성은 충분히 있다.
한편 페르시아 군은 기원전 494년, 라데 해전에서 반란을 진압했다. 그것을 알고 히스티아이오스는 비잔티움을 나와 키오스 섬을 공격하고 타소스섬을 봉쇄했다. 그리고 페르시아 군을 공격하기 위해 본토에 상륙하려고 했다. 그리스인이 페르시아 군과 전투를 벌이기 위해 결집했지만, 히스티아이오스는 페르시아 제국군의 하르파고스 장군에게 잡혀 버렸다. 아르타페르네스 제독은 히스티아이오스를 스사에 돌려주고 싶지 않았다. 다리우스 1세가 히스티아이오스를 용서할 것을 알고 있었기 때문이다. 그래서 제독은 히스티아이오스를 처형하고, 그 목을 미라로 만들어 다리우스 1세에게 보냈다. 하지만 다리우스 1세는 여전히 히스티아이오스가 반역자라는 사실을 믿지 않았고, 그의 목은 명예롭게 매장되었다.